# Somethin' Smith and the Redheads
Somethin' Smith and the Redheads, conocido en los países de habla hispana como Smith y sus pelirrojos, fue un grupo vocal estadounidense de fines de la década de 1950. Su mayor éxito fue una versión de It's a sin to tell a lie (Es pecado Mentir), que alcanzó el puesto número siete en el Billboard Hot 100 y fue un suceso dentro y fuera de los Estados Unidos. Grabaron todos su obra en Epic Records y se disolvieron a principios de los '60. 